# 安国 (疏勒)
安国（?—?），东汉时疏勒王。
汉朝西域都护班超拥立的成大之后，安国为王。班超之后，任尚继任。疏勒反汉，后来西域与东汉断绝。汉安帝元初年间，疏勒王安国的舅舅臣磐因罪流放到了月氏（贵霜帝国）。臣磐和月氏王关系很好，安国死后，贵霜帝国立臣磐为王。